# Sericothrix dioedes
Sericothrix dioedes är en tvåvingeart som beskrevs av Hall 1976. Sericothrix dioedes ingår i släktet Sericothrix och familjen svävflugor. Inga underarter finns listade i Catalogue of Life.